# Höftsee
Der Höftsee ist ein See in der Holsteinischen Schweiz.
Er liegt im Verlauf der Schwentine östlich der Stadt Plön zwischen dem Behler See
und dem Großen Plöner See.
Er ist 18 ha groß, bis zu 16 m tief und liegt etwa 22 m ü. NN.
Das Gefälle zwischen Höftsee und Großem Plöner See ausnutzend liegt am Höftsee eine Wassermühle.
Das damit verbundene Stauwehr ist für Boote unpassierbar. Es gibt dort aber eine Bootsrutsche, die den Bootstransport über Land wesentlich erleichtert.